# Médaille Theodore-von-Kármán
Ne doit pas être confondu avec Prix von Kármán (astronautique) ou Prix Theodore von Kármán.
La médaille Theodore-von-Kármán en mécanique est attribuée annuellement à une personne en reconnaissance de ses travaux dans le domaine de la mécanique, applicables à toute branche du génie civil. Cette médaille a été créée en 1960 en honneur de Theodore von Kármán par le Engineering Mechanics Division of the American Society of Civil Engineers.

## Liste des lauréats
- 1960 William Prager
- 1961 Raymond Mindlin
- 1962 Nathan M. Newmark
- 1963 Hunter Rouse
- 1964 Eric Reissner
- 1965 Warner T. Koiter
- 1966 Daniel Drucker (de)
- 1967 Maurice A. Biot
- 1968 Lloyd H. Donnell (de)
- 1969 Sir Geoffrey Ingram Taylor
- 1970 Wilhelm M. Flügge
- 1971 Alfred M. Freudenthal (de)
- 1972 Nicholas J. Hoff
- 1973 Hans H. Bleich (de)
- 1974 George W. Housner (en)
- 1975 John H. Argyris
- 1976 Yuan-Cheng B. Fung (de)
- 1977 George F. Carrier
- 1978 Rodney Hill
- 1979 Henry L. Langhaar (de)
- 1980 George Herrmann (de)
- 1981 Chia-Shun Yih (en)
- 1982 Bernard Budiansky (en)
- 1983 Albert E. Green
- 1984 Stephen H. Crandall (en)
- 1985 Philip G. Hodge (en)
- 1986 Stanley Corrsin
- 1987 Richard Skalak (en)
- 1988 Tung Hua Lin (en)
- 1989 Egor P. Popov (en)
- 1990 John Dundurs (de)
- 1991 Bruno A. Boley (en)
- 1992 John Tinsley Oden
- 1993 Ronald S. Rivlin
- 1994 Masanobu Shinozuka (en)
- 1995 Ray W. Clough
- 1996 Clifford A. Truesdell
- 1998 Y. K. Lin (pt)
- 1999 Ted Belytschko
- 2000 Robert H. Scanlan (en)
- 2001 Anestis S. Veletsos (de)
- 2002 Thomas K. Caughey
- 2003 Pol D. Spanos (de)
- 2004 Theodore Yaotsu Wu (en)
- 2005 Zdeněk Bažant
- 2006 George Dvorak (de)
- 2007 Chiang Chung Mei (en)
- 2008 Siavouche Nemat-Nasser (de)
- 2009 Thomas J. R. Hughes
- 2010 Jan Achenbach (en)
- 2012 Franz-Josef Ulm (en)
- 2013 Wilfred Iwan (de)
- 2014 James R. Rice
- 2015 Ahsan Kareem (en)
- 2016 Ares Rosakis (en)
- 2017 Huajian Gao (en)
- 2018 Junuthula Reddy (en)
- 2019 Yonggang Huang (en)
- 2020 Katepalli R. Sreenivasan (en)
- 2021 Fabrizio Vestroni (en)
- 2022 Roger Ghanem (en)
- 2023 Firdaus E. Udwadia (en)